# A fuego lento (canción)
A fuego lento es el título de una canción de la cantautora española Rosana.

## Descripción
Se trata del tercer sencillo lanzado al mercado (el 17 de agosto de 1996) del primer álbum de estudio de la artista, titulado Lunas rotas (1996).
Es una canción de ritmo pop latino, que narra la forja de un nuevo amor apasionado desde el principio, pero que se va construyendo poco a poco. Es uno de los mayores éxitos en la carrera musical de la cantante canaria, alcanzando incluso las listas de éxitos de Latinoamérica.

## Versiones
El tema ha sido versionado por la cantante Elena Gadel en el talent show de Televisión española Operación Triunfo.